# La Harpe de Birmanie (film, 1956)
Pour les articles homonymes, voir La Harpe de Birmanie.
Pour plus de détails, voir Fiche technique et Distribution.
La Harpe de Birmanie (ビルマの竪琴, Biruma no tategoto) est un film japonais réalisé par Kon Ichikawa, sorti en 1956. Il est adapté du roman éponyme de Michio Takeyama, publié au Japon en 1947.

## Synopsis
Birmanie, fin de la Seconde Guerre mondiale. Après la capitulation, un groupe de soldats japonais musiciens est retenu en captivité dans un camp britannique en attendant son rapatriement. Un des leurs, Mizushima, le joueur de harpe, est chargé de convaincre un groupe isolé de soldats japonais insoumis. Mais, Mizushima n'est pas entendu et le groupe d'insoumis est massacré. À la suite du combat, celui-ci est porté disparu. Au cours de sa longue errance, il découvre les corps de centaines de ses compatriotes, morts sur le champ de bataille, et se met à enterrer leurs cadavres. Devenu moine bouddhiste, il renonce à rentrer au Japon, estimant que son rôle est d'assurer une sépulture aux soldats japonais morts et abandonnés sur le sol birman...

## Fiche technique
- Titre : La Harpe de Birmanie
- Titre original : ビルマの竪琴 (Biruma no tategoto?)
- Réalisation : Kon Ichikawa
- Scénario : Natto Wada d'après le livre éponyme de Michio Takeyama
- Production : Masayuki Takaki
- Musique : Akira Ifukube
- Photographie : Minoru Yokoyama
- Montage : Masanori Tsujii
- Société de production : Nikkatsu
- Pays d'origine :  Japon
- Langue originale : japonais
- Format : noir et blanc - 1,33:1 - 35 mm - son mono
- Genre : Film de guerre
- Durées : 63 minutes (1re partie)[1] + 81 minutes (2e partie)[2] — 116 minutes (version internationale)
- Dates de sortie :
  - Japon : 21 janvier 1956 (1re partie)[1] - 12 février 1956 (2e partie)[2]

## Distribution
- Rentarō Mikuni : le capitaine Inouye
- Shōji Yasui : Mizushima Yasuhiko
- Jun Hamamura : Ito
- Taketoshi Naitō : Kobayashi
- Shunji Kasuga : Maki

## Autour du film
- Le film de Kon Ichikawa, comme le roman de Michio Takeyama dont il est issu, s'inspire de l'histoire authentique d'un soldat japonais — Kazuo Nakamura (1917-2008) — qui, dès l'âge de treize ans, se sentant très attiré par le bouddhisme, se destinait à devenir moine. Mobilisé dans l'armée japonaise, il combattit sur divers fronts avant d'être envoyé en Birmanie où il apprit la fin de la guerre et la capitulation de son pays. Prisonnier en 1945 des troupes britanniques, il monta un chœur destiné à réconforter le moral de ses compagnons de captivité. Il leur proposa d'interpréter des chansons très populaires comme Hanyū no yado[3], Kōjō no tsuki ou Sakura. Il organisa, en outre, diverses cérémonies en l'honneur des soldats morts au combat, ainsi que des lectures commentées des textes bouddhiques. Rapatrié en 1946, il devint bonze à Gunma, dans sa région natale, et retourna souvent en Birmanie où il fit élever une pagode en l'honneur des soldats japonais et birmans décédés au cours du second conflit mondial[4].
- Des années auparavant, Takeyama s'empara du destin de ce personnage grâce au récit d'un témoin privilégié, enrôlé dans la brigade où officiait Nakamura. Au carrefour du conte pour enfants et de l'aventure philosophique, l'œuvre fut initialement publiée en feuilleton entre 1947 et 1948. Voulant rendre compte du déchirement moral et spirituel du héros — le bouddhisme étant une religion, par essence, pacifiste — l'écrivain dédoubla le personnage : au soldat Mizushima (Shōji Yasui), ici instrumentiste du groupe musical, fut ajouté un nouveau protagoniste, totalement recréé, le capitaine Inouyé (Rentarō Mikuni), également chef de chœur. Takeyama voulut ainsi confronter le destin individuel de Mizushima, lié à cette exigence intérieure qui le pousse à demeurer en Birmanie, et celui, collectif, du groupe de soldats, symbolisé par son capitaine. Cet antagonisme était de nature à renforcer l'expression dramatique de l'œuvre et la gravité du choix fait par Mizushima. Un autre personnage  essentiel du livre est la harpe traditionnelle birmane, nommée encore saung-gauk, précisément rendue nécessaire par le dédoublement du héros. Dans le film d'Ichikawa, fidèle, pour l'essentiel, à l'esprit du roman, elle contribue à instaurer un climat émotionnel significatif[5].
- Lors de la scène de la rencontre entre la brigade japonaise et les soldats anglais dans le village birman, la chanson entamée est Hanyu no yado (埴生の宿), l'équivalent de Home Sweet Home, ce qui permet aux anglais de reprendre le chant avec eux.
- Lors de la dernière rencontre entre Mizushima et la brigade japonaise, les soldats chantent Hanyu no yado, espérant qu'il s'agit bien de leur compatriote et qu'il repartira au japon avec eux. Mizushima leur répond alors en jouant à la harpe le morceau Aogeba Toutoshi (仰げば尊し), une chanson apprise à l'école primaire et connue par tous. Cette chanson décrit dans ses paroles le départ d'un élève et le respect qu'il a pour son maître, permettant à Mizushima de signifier à la brigade qu'il ne repartira pas avec eux tout en remerciant son chef[4].

## Distinctions
Sauf indication contraire, les informations mentionnées dans cette section peuvent être confirmées par la base de données cinématographiques IMDb,  présente dans la section « Liens externes ».

### Récompense
- 1957 : Prix Mainichi de la meilleure musique de film pour Akira Ifukube[6]

### Sélections
- 1956 : en compétition pour le Lion d'or à la Mostra de Venise[7]
- 1957 : Oscar du meilleur film étranger[8]